# Денисов, Николай Григорьевич
Николай Григорьевич Денисов (род. 10 февраля 1950) — российский политический деятель. Депутат Государственной Думы третьего созыва (2001—2003).

## Биография
В 1974 году окончил Краснодарский государственный институт культуры, а в 1981 году — Кубанский государственный университет, по специальности «история». В 1983 году защитил кандидатскую диссертацию «Партийное руководство повышением культурно-технического уровня сельского населения в условиях специализации, концентрации и агропромышленной интеграции сельскохозяйственного производства (1966—1975)», в 1999 году — диссертацию на соискание ученой степени доктора философских наук по теме «Региональные субъекты социокультурного развития: структура и функции».
20 мая 2001 года избран депутатом Государственной думы по Тихорецкому одномандатному избирательному округу № 43 на дополнительный выборах. Выборы были назначены в связи со сложением полномочий Александром Ткачевым.
14 октября 2012 года избран депутатом Законодательного Собрания Краснодарского края пятого созыва по Краевому избирательному списку ВПП «Единая Россия». Член Всероссийской политической партии «Единая Россия». Председатель комитета по вопросам промышленности, строительства и жилищно-коммунального хозяйства.